# Alte Kirche (Pellworm)

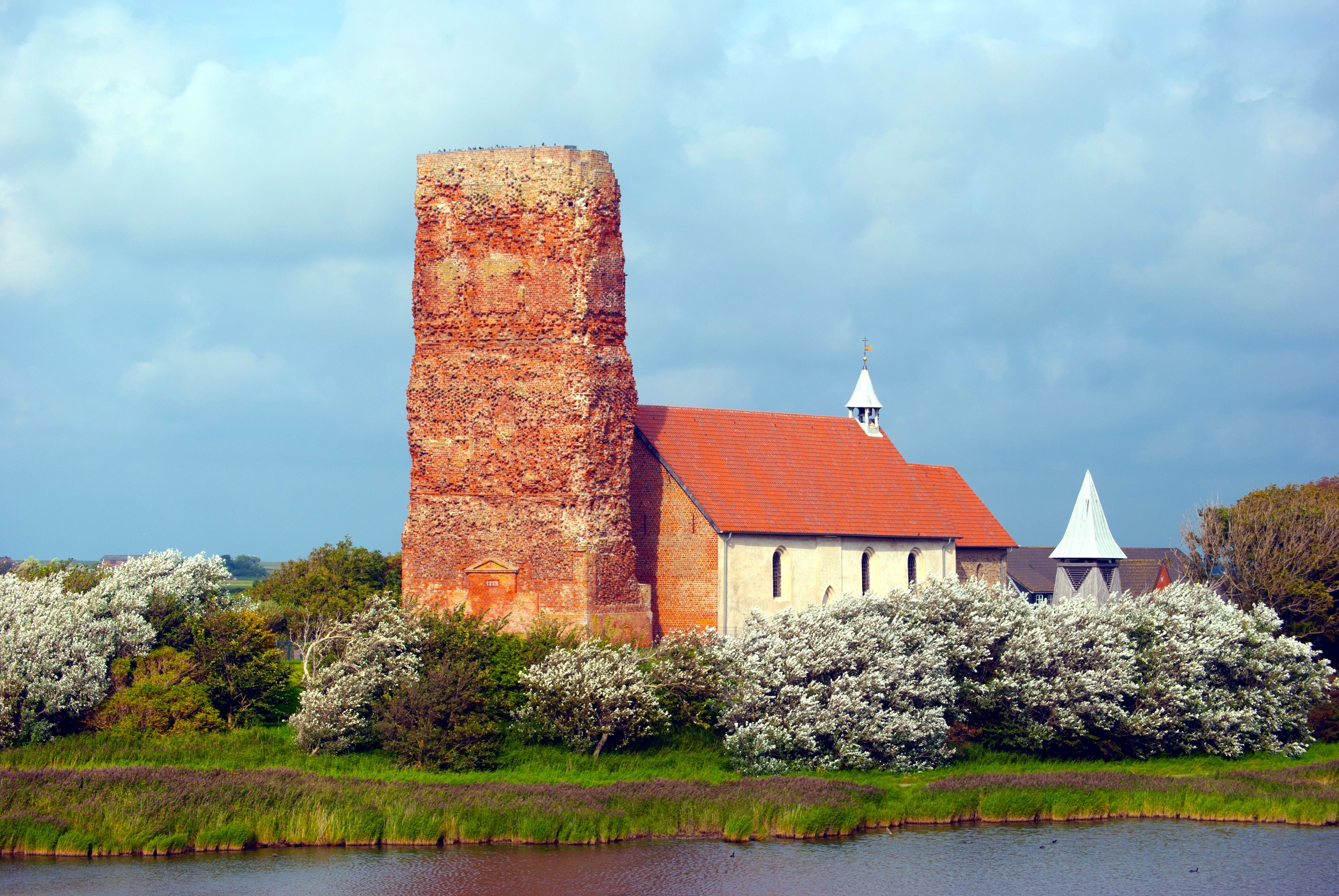
Südwestansicht der Alten Kirche

Die Alte Kirche St. Salvator ist die wohl bedeutendste Sehenswürdigkeit auf der nordfriesischen Insel Pellworm. Das romanische Gotteshaus wurde um 1200 errichtet und prägt durch die Turmruine das Bild der Insel. Die Kirche gehört zusammen mit der Neuen Kirche Zum Heiligen Kreuz zur Evangelisch-Lutherischen Kirchengemeinde Insel Pellworm im Kirchenkreis Nordfriesland in der Nordkirche.

## Geschichte

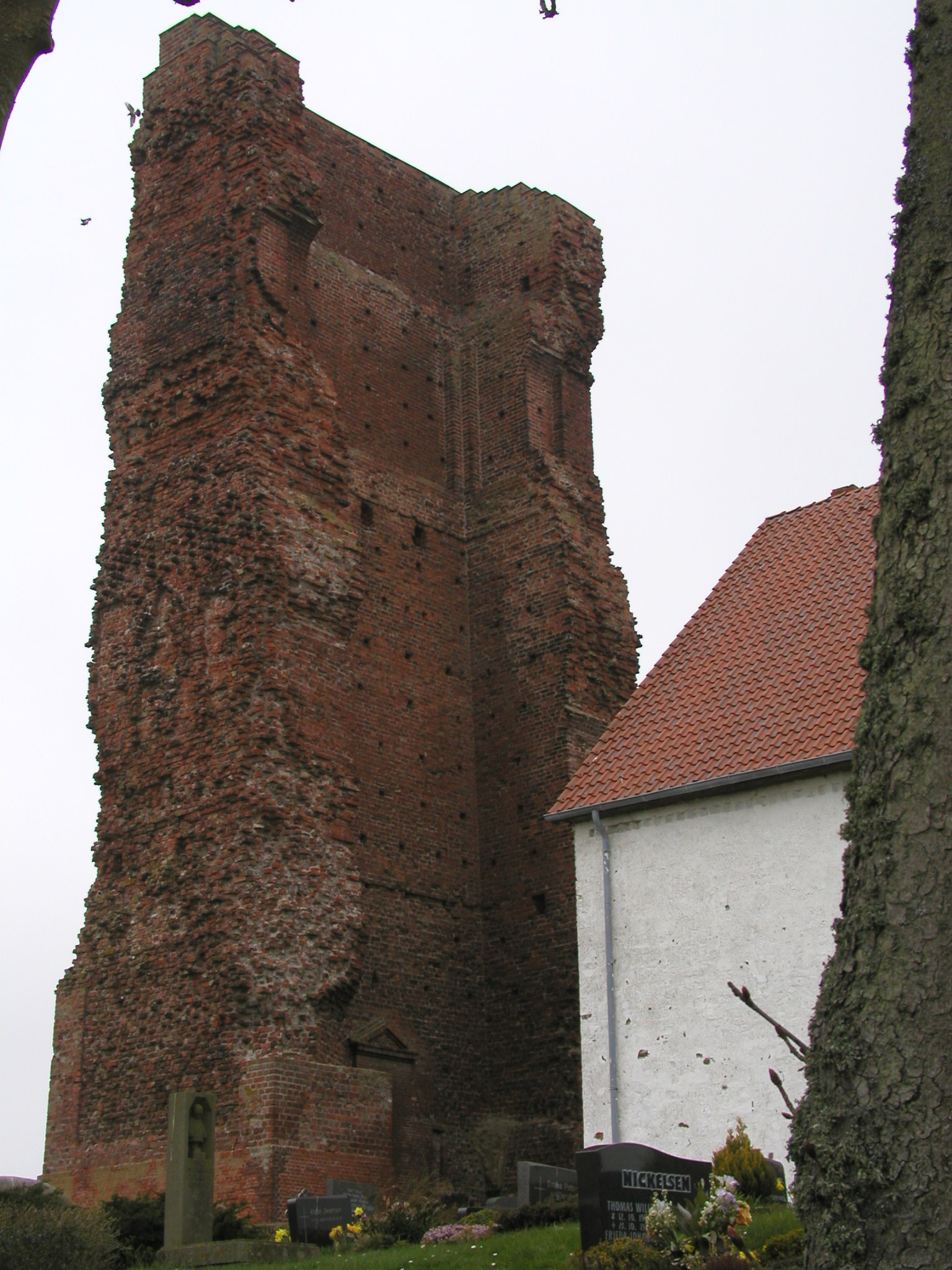
Turmruine der Alten Kirche, 2004

Eine erste Kirche wurde im Westen der Marschinsel Strand den Urkunden nach im 11. Jahrhundert aus Holz errichtet. Die alten Schwellen aus Eichenholz wurden bei Grabungen im Jahr 1907 unter der heutigen Apsis nachgewiesen. Die Salvatorkirche war Christus, dem Heiland (lateinisch: salvator) der Welt, geweiht. Da dieser Kirchenbau den ungünstigen Witterungsbedingungen nicht auf Dauer gewachsen war, wurde er um das Jahr 1200 durch das heutige Gotteshaus aus Stein ersetzt. Als erstes wurden im Jahr 1195 im Osten Chor und Apsis aus Tuffstein gebaut. Kurze Zeit später entstand im Westen das Langschiff aus roten, gebrannten Ziegelsteinen.
Der Kirchturm wurde im 13./14. Jahrhundert angebaut. Um 1400 solle er dem aus Dithmarschen stammenden Seeräuber Cord Widderich als Stützpunkt bei seinen Plünderungen in den Dörfern der Insel Strand und den umliegenden Inseln gedient haben. Aus der Salvatorkirche soll Widderich neben dem Bronzetaufbecken auch weitere Schätze gestohlen haben. Landesherr Herzog Johann Adolf von Schleswig-Holstein-Gottorf verfügte 1597, dass der etwa 50 Meter hohe Turm als Seezeichen im guten Zustand zu erhalten sei. Am 5. April 1611 stürzte er jedoch unvermutet und ohne Fremdeinwirkung teilweise ein, weil die offenbar nicht tief genug gegründeten Fundamente im Marschboden keinen ausreichenden Halt mehr fanden. Dabei wurde auch das Kirchenschiff beschädigt. Der Wiederaufbau verzögerte sich durch die große Sturmflut von 1634, die Burchardiflut, die Pellworm von der Insel Strand abriss, nach der zunächst die Wiedereindeichung der Insel Priorität hatte. Die Erneuerung des zerstörten westlichen Teils des Kirchenschiffs wurde erst im Jahr 1687 abgeschlossen. In diesem Zuge wurden vermutlich auch die Fenster vergrößert. Der Einbau der Orgel von Arp Schnitger in den Jahren 1710/11 geschah parallel zur Deichsanierung und mit Unterstützung derselben Verantwortlichen, die den Deichbau durchführten. Der Turm wurde nicht wieder aufgebaut, behielt aber auch als 26 Meter hohe Ruine seine Bedeutung als Seezeichen.
Die Mauern der Apsis wurden im Jahr 1913 mit Kopien der Würfelkapitelle neu aufgeführt und der Chor neu verblendet, 1914 der Chorbogen und 1928 der Dachreiter erneuert.

## Baubeschreibung

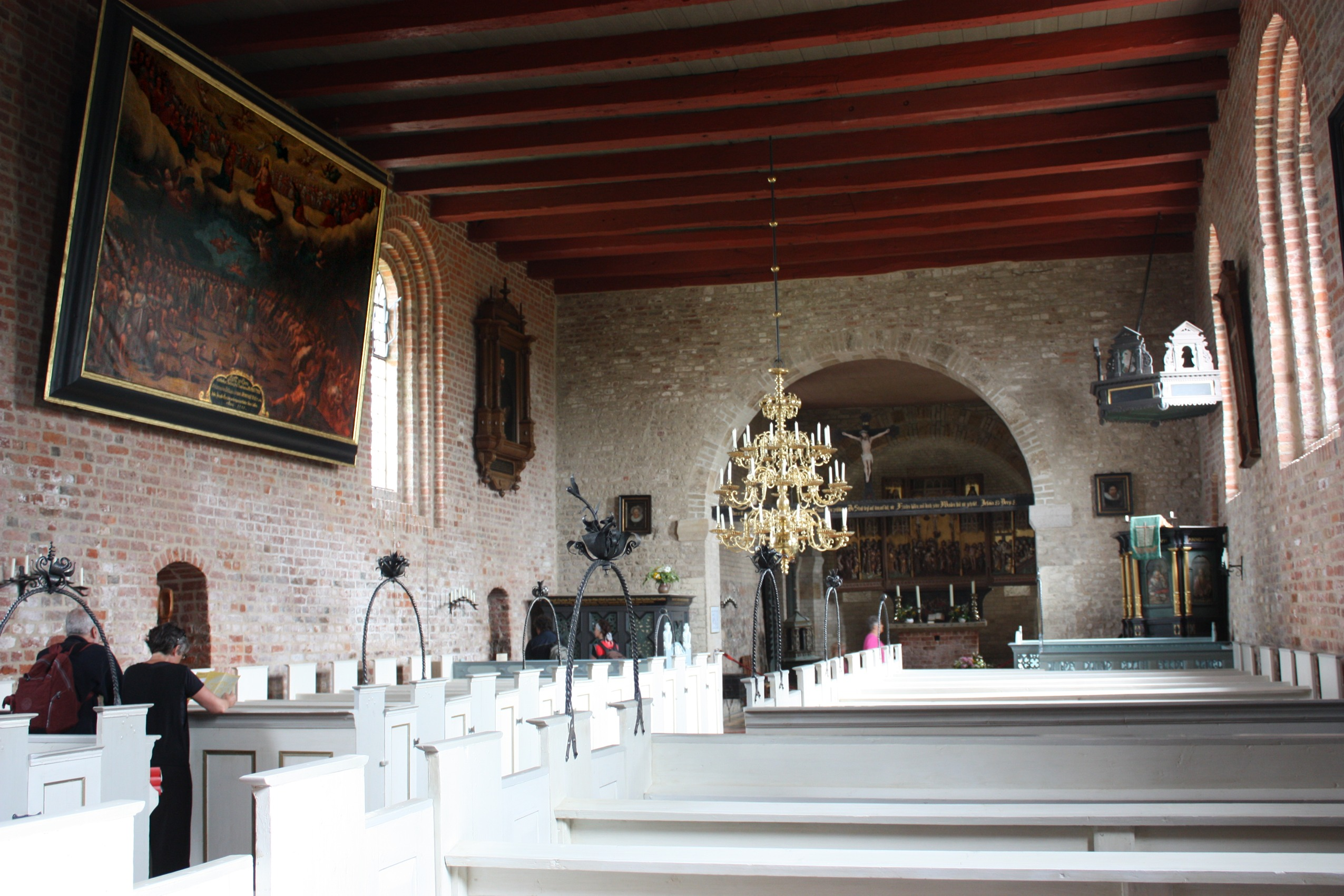
Innenansicht

Der einschiffige, geostete Sakralbau befindet sich auf einer Warft nahe dem alten Seedeich. Ältester Baukörper ist der Ostteil aus Tuffstein auf einem Fundament und umlaufenden Sockel aus Sandstein und Feldstein. An den rechteckigen, eingezogenen Chor mit Satteldach schließt sich eine halbrunde, eingezogene Apsis mit einem halben Kegeldach an. Die ursprünglichen, hochsitzenden und rundbogigen romanischen Fenster mit Laibungen sind erhalten oder teils rekonstruiert, je zwei an der Nord- und Südseite des Chors und drei in der Apsis. Letztere sind in drei großen Rundbögen angebracht, die von Halbsäulen getragen werden. Ihre spätromanischen Würfelkapitelle sind mit Weinlaub und Trauben verziert. In mittlerer Höhe befindet sich an der Südseite des Chors ein weiteres kleines Fenster. Links davon kann durch ein rundbogiges Portal mit verkröpftem Sockelprofil der Chor betreten werden.
Das Langhaus besteht aus Backsteinmauerwerk, das äußerlich verputzt und weiß gestrichen ist und am Ostende einen kleinen Dachreiter des 17. Jahrhunderts auf einem Satteldach besitzt. Im Barock wurden an den Langseiten große rundbogige, zweifach abgestufte Fenster eingebrochen, drei an der Südseite, zwei an der Nordseite. Die südliche Langseite wird von einem Zahnfries, die nördliche von einem Zahnschnitt abgeschlossen. In das in spätgotischer Zeit veränderte Südportal sind die beiden romanischen Freisäulen mit Würfelkapitellen integriert. Über dem zweifach abgestuften Gewände ist ein gotischer Spitzbogen angebracht. An der Nordseite befinden sich zwei schlichte rundbogige Portale. Die Westseite ist fensterlos. Am Ostende der Südwand ist ein weiteres, schmales Fenster angebracht. Nachträglich wurden die östlichen Ecken durch Stützpfeiler verstärkt.
Östlich des Kirchengebäudes befindet sich heute der kleine und neben dem Kirchenbau eher gedrungen wirkende Glockenturm, der aus mächtigen Baumstämmen gezimmert wurde und ein mit Kupferblech beschlagenes Dach besitzt. Dieser beherbergt heute das Glockengeläut der Kirche. Die älteste Glocke von M. Lucas datiert von 1605.
Der westseitige Turm aus der Zeit der Gotik, der ursprünglich mit dem Kirchenschiff verbunden war, besaß eine Höhe von etwas über 50 Metern (52 Meter?) und ist heute Nistplatz für zahlreiche Vögel, darunter auch Greifvögel wie der Turmfalke. Heute besitzt die dreigeschossige Turmruine noch eine Höhe von gut 26 Metern. Sie besteht aus unverputztem Backstein. Die alten Rüstlöcher für die Baugerüste und die Reste spitzbogiger Blendbögen sind noch deutlich erkennbar. Bis heute ist er eine weithin sichtbare Landmarke, die über Jahrhunderte eine Orientierung für die Schifffahrt in den Heverstrom darstellte. Erst durch den Bau des 1907 fertiggestellten, 41,5 Meter hohen Leuchtturms Pellworm hat die Ruine des Kirchturms ihre Bedeutung als optisches Seezeichen und Orientierungspunkt verloren. In der Turmruine befinden sich Grabsteine des 16. und 17. Jahrhunderts. Neben der Ruine liegt der „Friedhof der Heimatlosen/Namenlosen“.

## Ausstattung

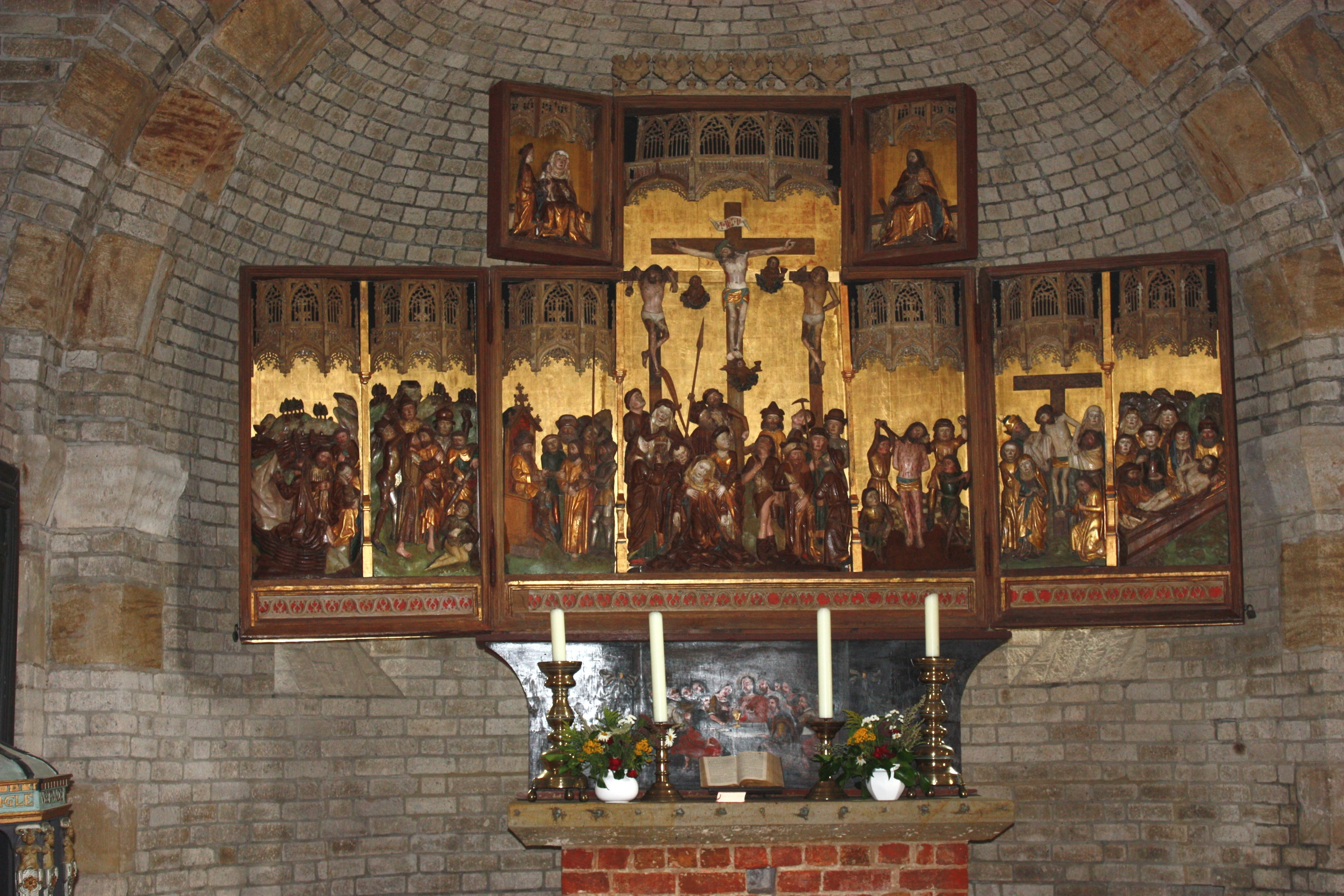
Spätgotischer Flügelaltar (um 1460)

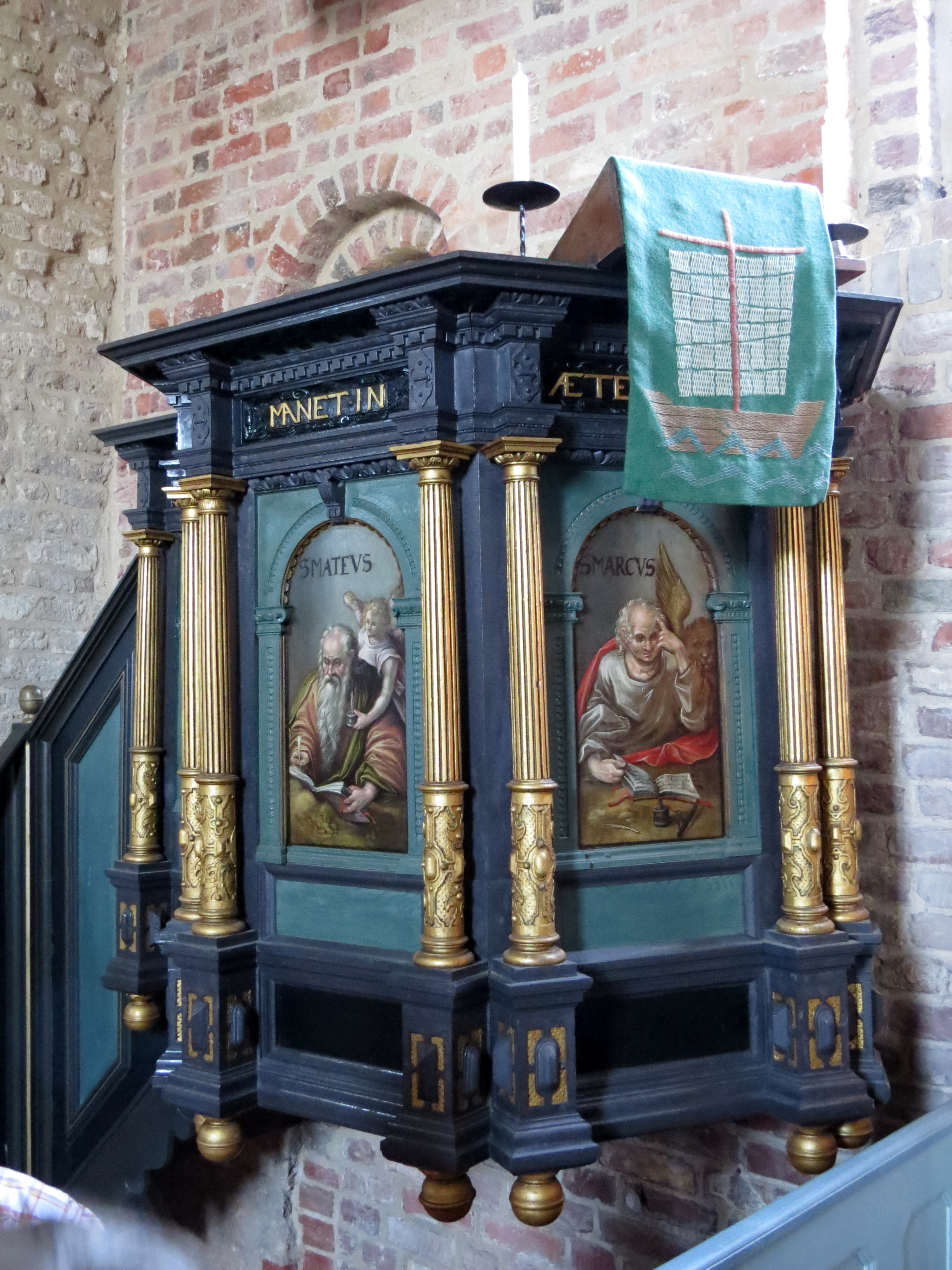
Kanzel (um 1600)

Der flachgedeckte, unverputzte Innenraum wird von einer Holzbalkendecke abgeschlossen. Abgesehen von den Sakral- und Einrichtungsgegenständen ist er eher schlicht gehalten. Das Gebänk mit geschnitzten Wangen des 17. und frühen 18. Jahrhunderts lässt einen Mittelgang frei. Über einigen Durchgängen des Gestühls sind Rundbögen aus gedrehtem Schmiedeeisen mit floralen Aufsätzen angebracht, die Blüten in verschiedenen Entwicklungsstadien von der Knospe bis zum Verblühen zeigen. Langhaus und Chor werden durch einen großen rundbogigen Triumphbogen verbunden. Zwei auskragende Kämpfersteine im Triumphbogen tragen einen neuen hölzernen Querbalken, auf dem ein Triumphkreuz vom Beginn des 16. Jahrhunderts aufgestellt ist.
In der Apsis steht der spätgotische Flügelaltar eines unbekannten Meisters aus der Zeit um 1460, dessen Werkstatt in Hamburg oder Lübeck vermutet wird. Die Innenseite zeigt sieben aus Eichenholz geschnitzte Szenen aus der Passionsgeschichte Jesu unter Baldachinen mit Maßwerk, zentral im überhöhten Mittelfeld die Kreuzigungsszene. Auf den Innenflügeln sind 16 Gemälde aus dem Leben Marias zu sehen, auf der Außenseite zwei Bildfragmente von der „Gregorsmesse“ und dem „Märtyrerbaum“. Die beiden kleinen oberen Seitenflügel zeigen Anna selbdritt und den hl. Andreas. Die rechteckige Mensa besteht aus einer schlichten, massiven Steinplatte, die mehrere Weihekreuze aufweist und auf Backsteinmauerwerk ruht. Die Darstellung der Abendmahlsszene auf der Predella stammt aus späterer Zeit.
In der Kirche stellen neben dem Altar das aus Bronze gegossene Taufbecken von Hinrich Klinghe aus dem Jahr 1475 sowie die Kirchenorgel auf der Westempore die sehenswertesten und kulturhistorisch bedeutendsten Objekte dar. Schon im 13. Jahrhundert besaß die Kirche eine Bronzefünte, die laut dem Bericht von Neocorus im 15. Jahrhundert von dem Seeräuber Cort Widderich geraubt wurde und nach St. Clemens in Büsum gelangte, wo es heute noch steht. Die heutige Taufe war ursprünglich eine Stiftung der Strander Stallers Laurens Leve für die Kirche zu Buphever, die in der Burchardiflut 1634 unterging. Auf der Kuppa, die von vier Diakonen getragen wird, sind Heiligenfiguren und Taufe und Kreuzigung Jesu unter Arkaden mit Kielbögen dargestellt. Johann Adolph Kielmann von Kielmannsegg ließ die Fünte 1666 farbig fassen und mit dem hölzernen laternenförmige Taufbeckel ergänzen, der das Taufwasser vor Verunreinigung schützen sollte und durch eine Mechanik in der Decke angehoben werden kann.
Die polygonale Kanzel aus der Zeit um 1600 ist mit doppelten Ecksäulen verziert und zeigt auf den Feldern Gemälde der vier Evangelisten mit ihren Symbolen von 1624. Der sechseckige Schalldeckel wird von Flachreliefs bekrönt. Der Beichtstuhl datiert von 1691. Der Kronleuchter ist eine Replik aus dem Jahr 1990, nachdem der alte im Zweiten Weltkrieg abgetreten werden musste.
An den Wänden finden sich Epitaphien und Gemälde verschiedener Pastoren der Gemeinde. Beherrscht wird die Nordwand von einem großen Gemälde aus dem Jahr 1735, das das Jüngste Gericht drastisch vor Augen hält. Auf dem Gemäldeepitaph der Familie Edleffsen aus dem Jahr 1692 erklärt Christus Frauen und Kindern seine Lehre. Auf dem Epitaph über dem Südportal ist eine Pastorenfamilie aus dem Jahr 1601 unter der Kreuzigungsszene dargestellt. Die bereits verstorbenen und totgeborenen Kinder beten gemeinsam mit den noch lebenden und den Eltern unter dem Kreuz. Links davon stehen auf einer Tafel die Namen der Inselpastoren, rechts der Kanzel auf einer Tafel die Namen der Gefallenen im Ersten Weltkrieg. Links und rechts des Triumphbogens sind die Porträts von Johannes Heimreich (1586–1664), der als Pastor und Inspektor der Nordstrander Kirchen wirkte und Vater des Chronisten Anton Heimreich war, mit seiner Frau zu sehen. Pastor Petrus Harrsen und seine Frau werden auf weiteren Porträts aus dem 18. Jahrhundert an der Südwand dargestellt.

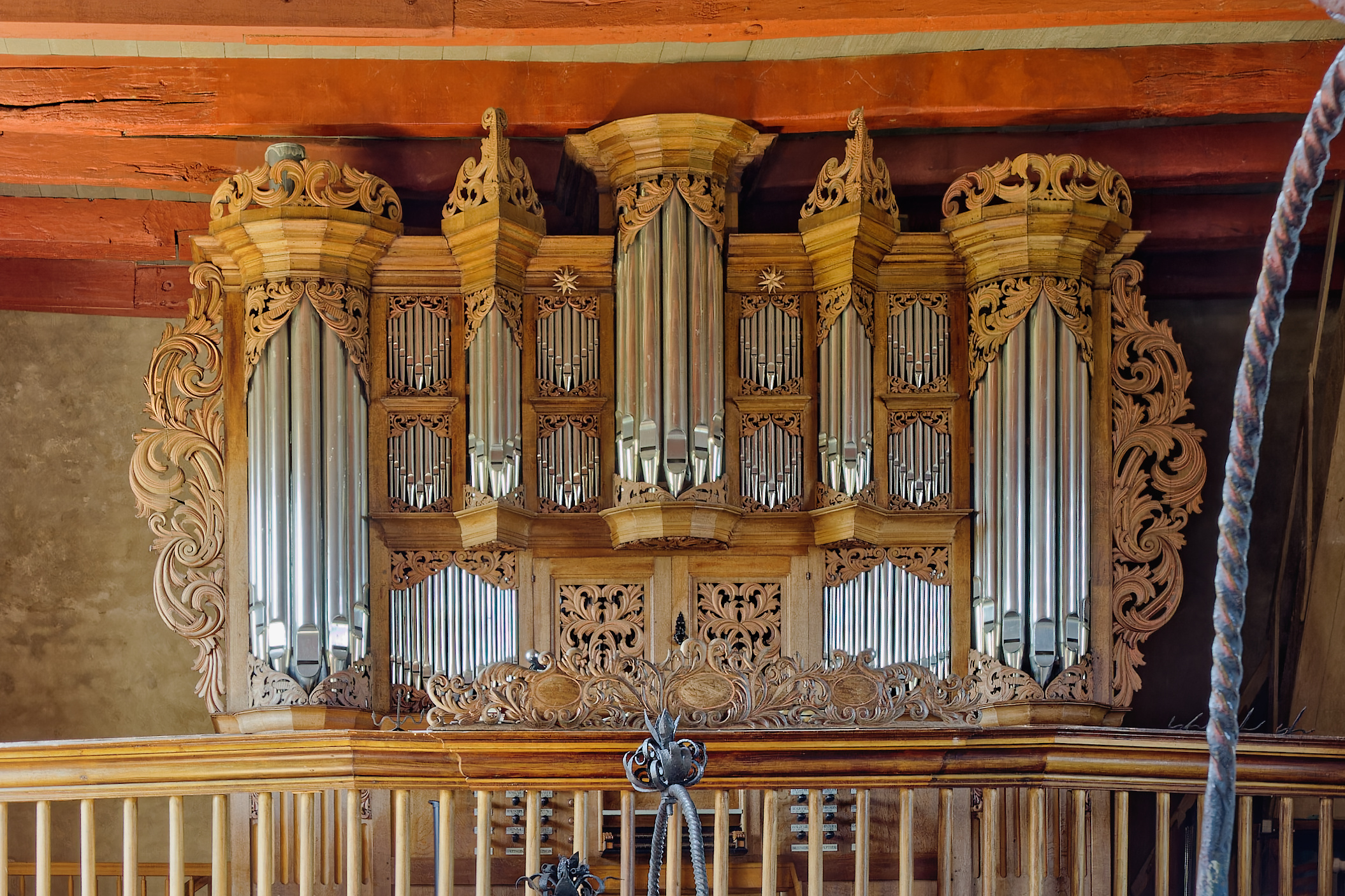
Prospekt der Schnitger-Orgel von 1711

→ Hauptartikel: Orgel der Alten Kirche (Pellworm)
Die Orgel ist ein Werk des Orgelbaumeisters Arp Schnitger aus den Jahren 1710–1711. Sie gilt als ein herausragendes Beispiel der Orgelbaukunst des frühen 18. Jahrhunderts. Sie ist auf der geschweiften Empore aufgestellt, deren Brüstung gedrechselte Stabgitter zwischen profilierten Hand- und Sockelleisten hat. Im Mittelteil ist ein Aufsatz angebracht, der aus Akanthusranken und Voluten besteht, die drei Medaillons umrahmen. An der Nordwand bei der Orgel hängt eine Tafel mit den Namen der 52 Spender, die im Jahr 1711 den Bau der Orgel ermöglichten: „GOTT zu Ehren und der Kirche Zum Zierath, ist die Orgel, in dieser Kirche von Untergesetzten als [Liste der Stifternamen] Geehret, Worden ANNO. 1711.“ In den Sommermonaten finden hier regelmäßig Orgelkonzerte statt.